# Mogens Frohn Nielsen
Mogens Frohn Nielsen (1. april 1935 i Kalundborg – 27. september 2010) var i mange år skipper på skoleskibet Fulton, en tremastet skonnert.
Hans fremgangsmåde var kæft, trit og et kærligt knus. På skibet fik drengene ansvar og blev vist en tillid, de aldrig havde haft før. Hvis de svigtede, kunne det få katastrofale følger for alle.
Han lagde ikke skjul på, at børnene fik et drag over nakken, hvis de fortjente det. På den måde fik han mange adfærdsvanskelige drenge på ret kurs. Han fik økonomisk støtte fra mange i Danmark, høj som lav.
Mogens Frohn Nielsen måtte i 1987 forlade sit livs projekt efter uoverensstemmelser med bestyrelsen. Det førte ham ud i sit livs største krise. Et telegram fra Uffe Ellemann-Jensen fik ham op igen.
Der stod "Kære Skipper, husk at uanset hvor stort og smukt et hus, du bygger, vil der altid være nogle små hunde, der går og pisser op ad det." 
Han var forfatter til 22 bøger (bl.a. en om sit venskab med Piet Hein), foredragsholder og illustrator.
Danmarks Radio viste i 2000 første gang filmen "Drengene fra Fulton, 18 år efter". Tv-producer Michael Lentz havde fundet seks tidligere Fulton elever, der nu var blevet voksne. De fortalte om tiden på skoleskibet Fulton, og hvordan det var gået dem siden hen.
Mogens Frohn Nielsen døde i september 2010 og er begravet i kolumbariet på Bispebjerg Kirkegård.